# Lucy Letby
Lucy Letby, née le 4 janvier 1990 à Hereford, est une ancienne infirmiere en puériculture britannique en service de néonatologie accusée d'être une tueuse en série, reconnue coupable de la mort de sept nourrissons entre juin 2015 et juin 2016. Sa culpabilité demeure contestée.

## Biographie

### Enfance et formation
Lucy Letby est l'enfant unique d'un directeur de finance et une comptable.
Après avoir quitté l'école secondaire, elle étudie le soin infirmier à l'université de Chester.
Diplômée à 21 ans, Lucy Letby intègre d'abord le Liverpool Women’s Hospital. Un an plus tard, elle s'installe à Chester, à la demande de ses parents, et trouve un emploi au Countess of Chester Hospital,.

### Meurtres
Elle est arrêtée en juillet 2018 en lien avec une série de décès de nourrissons inhabituellement fréquents à l'hôpital Countess of Chester Hospital (en) de Chester, où elle travaille comme infirmière néonatale depuis 2011, à la suite de sa graduation. Après avoir été libérée sous caution, elle est de nouveau arrêtée en juin 2019 et de nouveau en novembre 2020 en lien avec de nouveaux décès à l'hôpital. Le lendemain de sa dernière arrestation, elle est inculpée de huit meurtres et de dix tentatives.
À l'issue de son procès, qui s'est déroulé d'octobre 2022 à août 2023, à la cour de la Couronne de Manchester présidée par James Goss (en), elle est reconnue coupable du meurtre de sept nourrissons et de la tentative d'assassinat sur six autres sur une période de douze mois.
Ses méthodes consistent notamment à injecter de l'air ou de l'insuline à ses victimes, à les suralimenter et à les agresser physiquement. En août 2023, elle est condamnée à la réclusion à perpétuité sans possibilité de remise en liberté conditionnelle.
Elle est l'une des trois femmes condamnée à la réclusion à perpétuité avec Rose West (en) et Joanna Dennehy (en).
Ses motivations sont restées floues. Elles pourraient être liées au syndrome de Münchhausen : porter atteinte à des personnes vulnérables pour leur venir en aide, et apparaître ainsi comme une sauveuse.
Sa décision de ne pas assister à l'audience de détermination de la peine a suscité de nouveaux appels pour que les criminels les plus dangereux soient légalement contraints de comparaître devant le tribunal devant les familles des victimes,,,.
Le 15 septembre 2023, Lucy Letby fait appel de sa condamnation. Au cours d'une audition le 25 septembre 2023, le Crown Prosecution Service informe qu'elle va être rejugée pour l'une des 6 tentatives de meurtre, le jury ne pouvant conclure à un verdict, mais le procès ne peut se dérouler qu'après la décision de rejuger l'affaire en appel. Le 2 juillet 2024, Lucy Letby est reconnue coupable de tentative de meurtre lors d'un nouveau procès au tribunal de Manchester.

## Nouveaux développements
En début septembre 2024, la presse britannique apporte différents avis d'experts questionnant la culpabilité de Lucy Letby. Tout d'abord, il est révélé que les notes manuscrites, laissées par Lucy Letby sur des post-it et dans lesquelles l'infirmière semblait faire explicitement mention de ses crimes, ont été écrites lors de séances d'aide psychologique qui lui avaient été proposées, entre 2016 et 2018, alors qu'elle avait été écartée du service néonatal. Cette information change la portée judiciaire des notes de l'infirmière, notes qui avaient eu un impact important lors du procès. Les juristes pensent désormais que des notes confuses, parfois auto-accusatrices, écrites par une personne en situation de grand stress, n'ont aucune valeur de preuve. Par ailleurs, plusieurs experts médicaux ont émis des doutes et des hypothèses alternatives concernant les différents éléments d'accusation ayant conduit à la condamnation de l'infirmière.
Le 10 septembre 2024, s'est ouvert, dans les locaux de l’hôtel de ville de Liverpool, une nouvelle enquête ayant pour objet de déterminer les dysfonctionnements ayant eu lieu à l’hôpital de Chester où Lucy Letby a exercé durant plusieurs années. Cette enquête, appelée Thirlwall Inquiry du nom de la juge qui en est chargée, doit étudier en détails le contexte des décès suspects de nourrissons prématurés, mais elle n'a pas pour objet de remettre en question la culpabilité de Lucy Letby.